# Kremlin de Nijni Novgorod
O Kremlin de Nijni Novgorod (em russo:  Нижегородский кремль) é uma fortaleza em Nijni Novgorod, o centro histórico da cidade.

## História

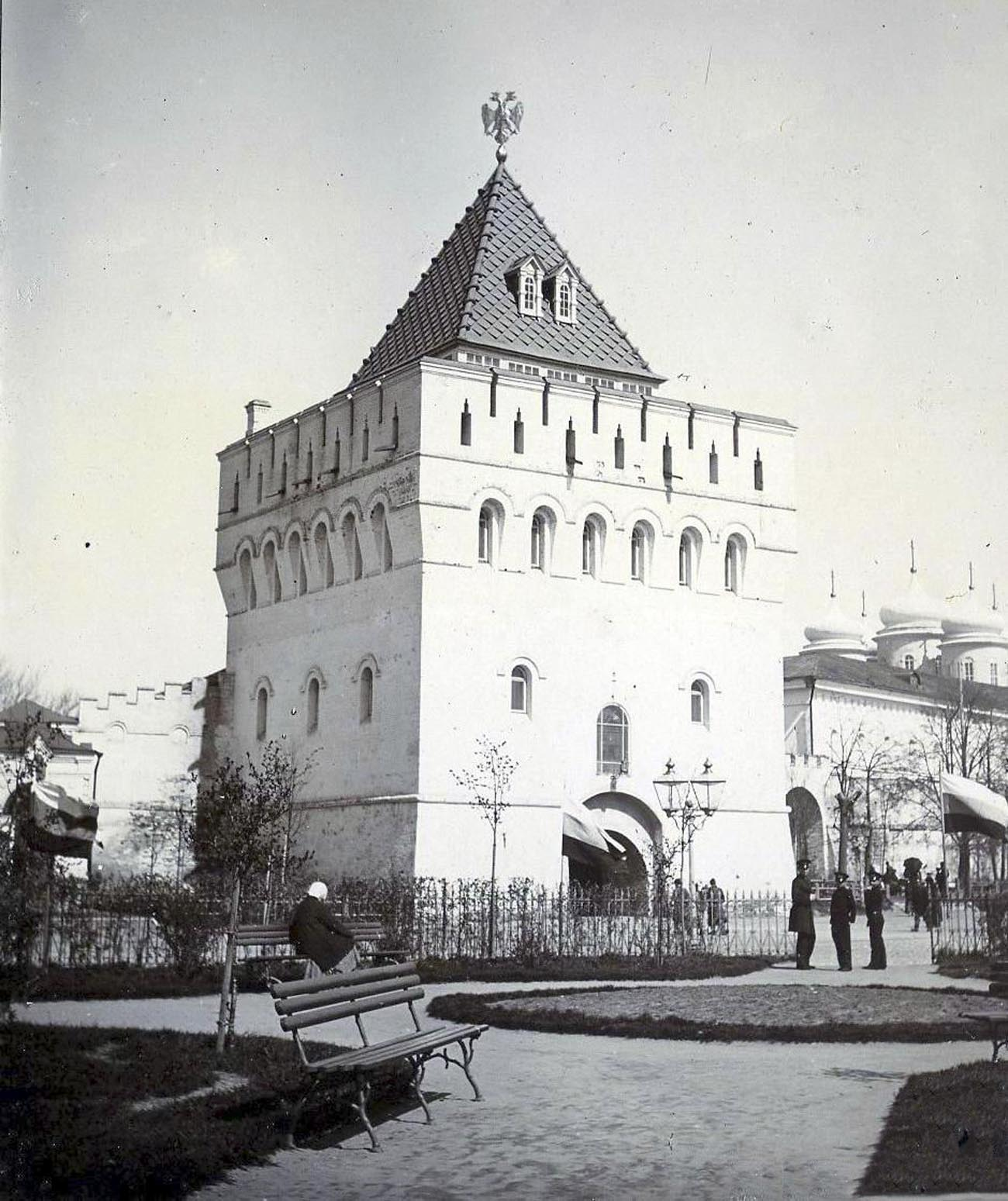
A Torre Dmitrovskaia é a torre principal do Kremlin de Nizhny Novgorod. 1896

A primeira tentativa de substituir o forte de madeira por um kremlin de pedra foi registrada em 1374, mas a construção foi limitada a uma única torre, conhecida como Torre Dmitrovskaia (ela não sobreviveu). Sob o governo do czar Ivã III, Nijni Novgorod desempenhou o papel de uma cidade-guarda, tendo uma guarnição permanente; serviu como um local para reunir tropas para as ações de Moscou contra o Canato de Cazã. Para fortalecer as defesas da cidade, foram retomadas as obras de construção das muralhas.
A construção do Kremlin de pedra começou em 1500 com a construção da Torre Ivanovskaia; a obra principal começou em 1508 e em 1515 um edifício grandioso foi concluído. As paredes de carvalho que formavam as antigas fortificações foram destruídas por um grande incêndio em 1513. A parede de dois quilômetros foi reforçada por 13 torres (uma delas - Zachatskaia - ficava na costa do Volga; não foi preservada, mas foi reconstruída em 2012) . Esta “Cidade de Pedra” tinha uma guarnição permanente com sólidas armas de artilharia. Com a queda de Kazan, o Kremlin de Nijni Novgorod perdeu seu significado militar e mais tarde passou a abrigar a cidade e as autoridades provinciais.

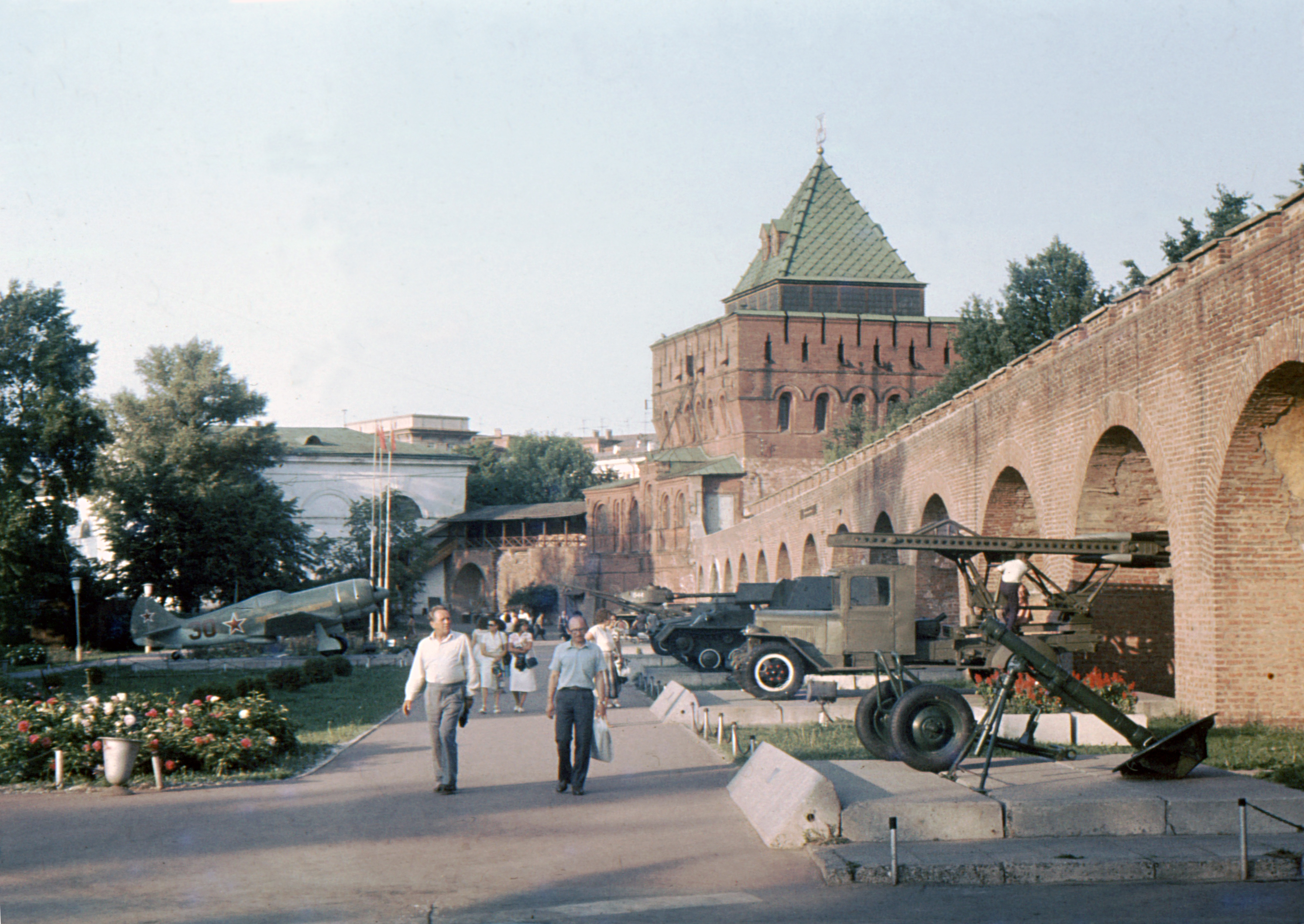
Memorial “Gorky para a frente!” no território do Kremlin entre as torres Dmitrovskaya e Kladovaya. 1986

Durante a Segunda Guerra Mundial, os telhados das Torres Taynitskaia, Severnaia e Chasovaia foram desmontados e metralhadoras antiaéreas foram instaladas nas plataformas superiores. Assim, a fortaleza defendeu o espaço aéreo da cidade da Luftwaffe. A Luftwaffe bombardeou a Ponte Kanavinsky e a Feira, mas a defesa aérea do Kremlin defendeu esses objetos.
O Conselho de Ministros da RSFSR emitiu uma ordem em 30 de janeiro de 1949 para a restauração do Kremlin de Nijni Novgorod. 

Em outubro de 2018, os arqueólogos descobriram os restos de um assentamento medieval e cemitério no local da destruída igreja de São Simeão Estilita. Os achados pertencem ao século XIII e a camada cultural mais antiga - a 1221, quando Nijni Novgorod foi fundada. Após todas as escavações, as exposições serão museificadas, e a igreja de São Simeão, o Estilita, será recriada neste local.

## Torres
As seguintes 13 torres sobreviveram. Sentido anti-horário:
1. Torre Georgievskaia (em russo:  Георгиевская башня Torre São Jorge)

Torres do Kremlin de Nijni Novgorod

2. Torre Borisoglebskaia (em russo:  Борисоглебская башня Torre de São Boris e Gleb; destruída por um deslizamento de terra no século 18, reconstruída em 1972)
3. Torre Zachatskaia (em russo:  Зачатская башня Torre de Conteção; destruída por um deslizamento de terra no século 18, reconstruída em 2012)
4. Torre de Belaia (em russo:  Белая башня Torre Branca)
5. Torre Ivanovskaia (em russo:  Ивановская башня Torre de São João)
6. Torre Chasovaia (em russo:  Часовая башня Torre do Relógio)
7. Torre Severnaia (em russo:  Северная башня Torre Norte)
8. Torre Taynitskaia (em russo:  Тайницкая башня Torre Secreta)
9. Torre Koromyslova (em russo:  Коромыслова башня Torre de roqueiro)
10. Torre Nikolskaia (em russo:  Никольская башня Torre de São Nicolau)
11. Torre Kladovaia (em russo:  Кладовая башня Torre da Copa)
12. Torre Dmitrievskaia (em russo:  Дмитриевская башня Torre de São Demétrio)
13. Torre de Porokhovaia (em russo:  Пороховая башня Torre da Pólvora)

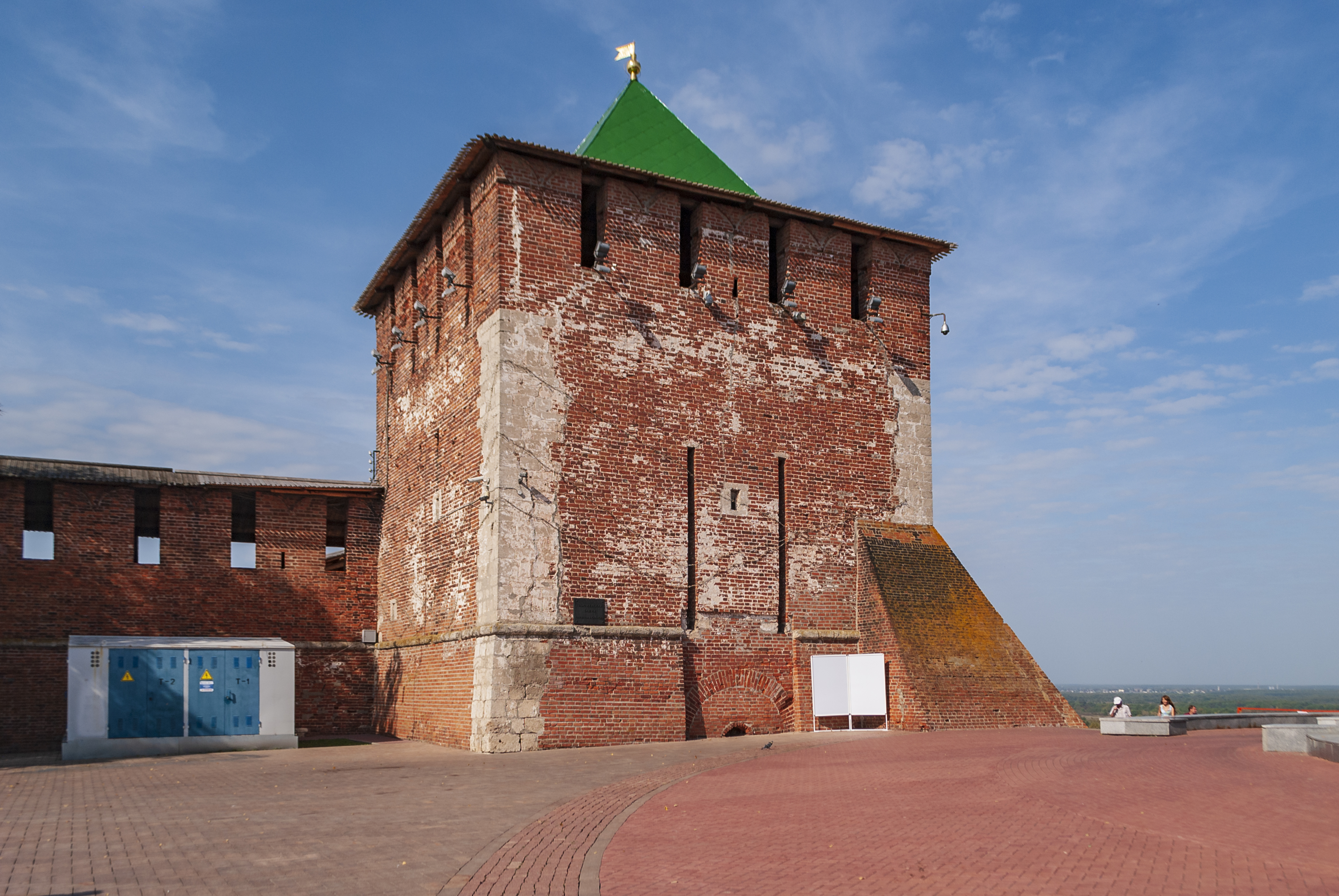
Torre Georgievskaia Torre de São Jorge Георгиевская
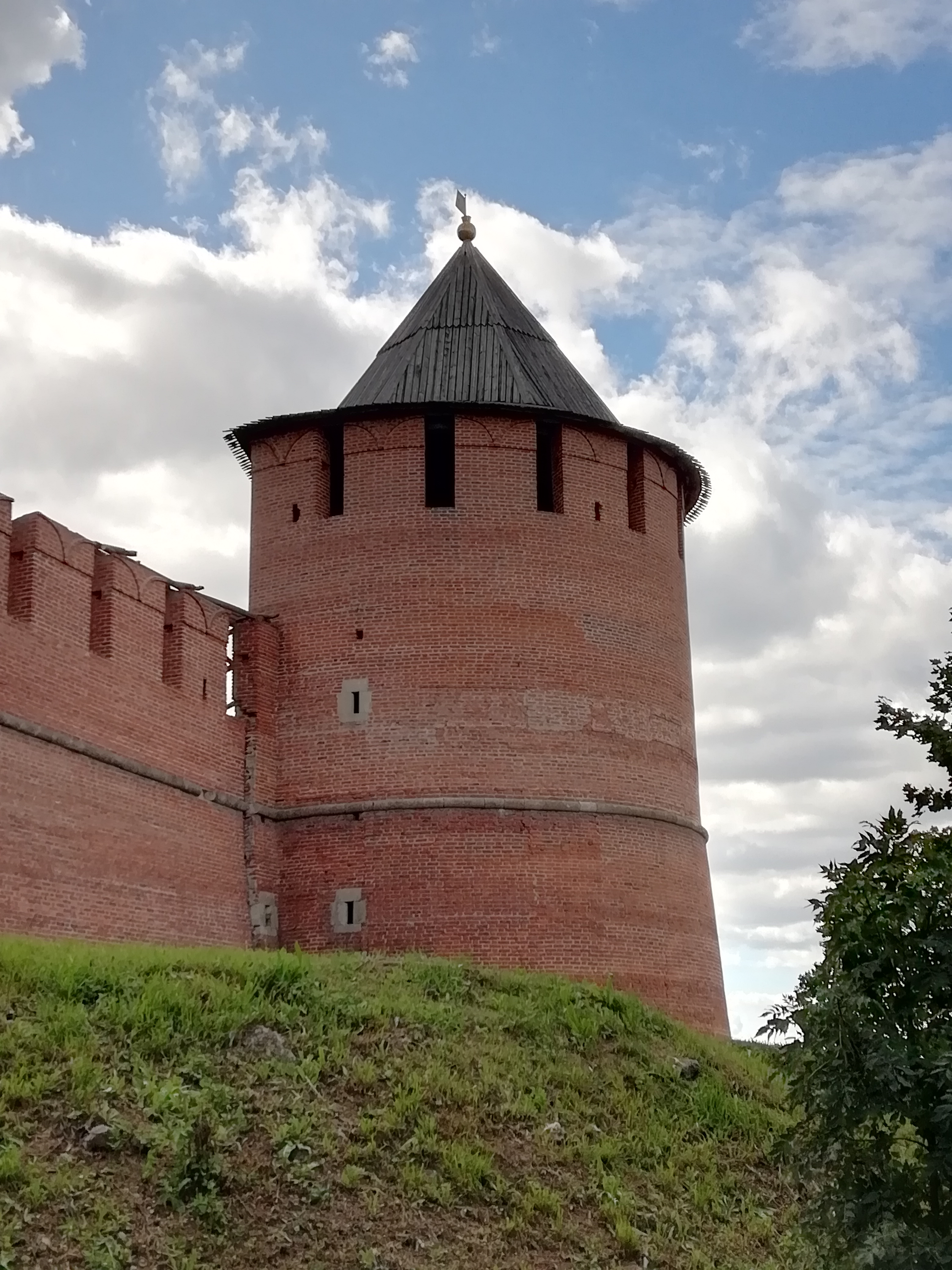
Torre Borisoglebskaia Torre de São Boris e Gleb Борисоглебская
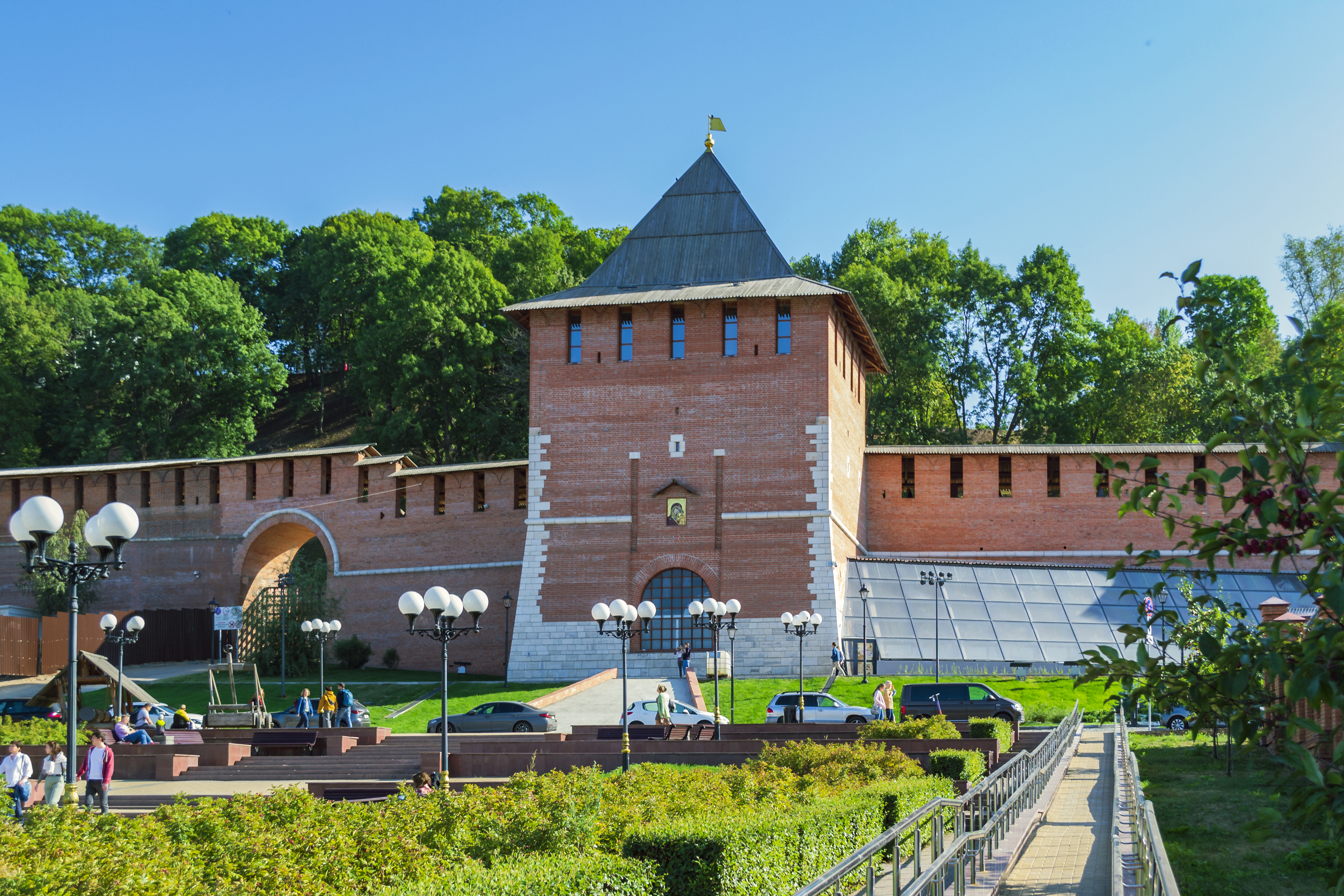
Torre Zachatskaia Torre de Conteção Зачатская
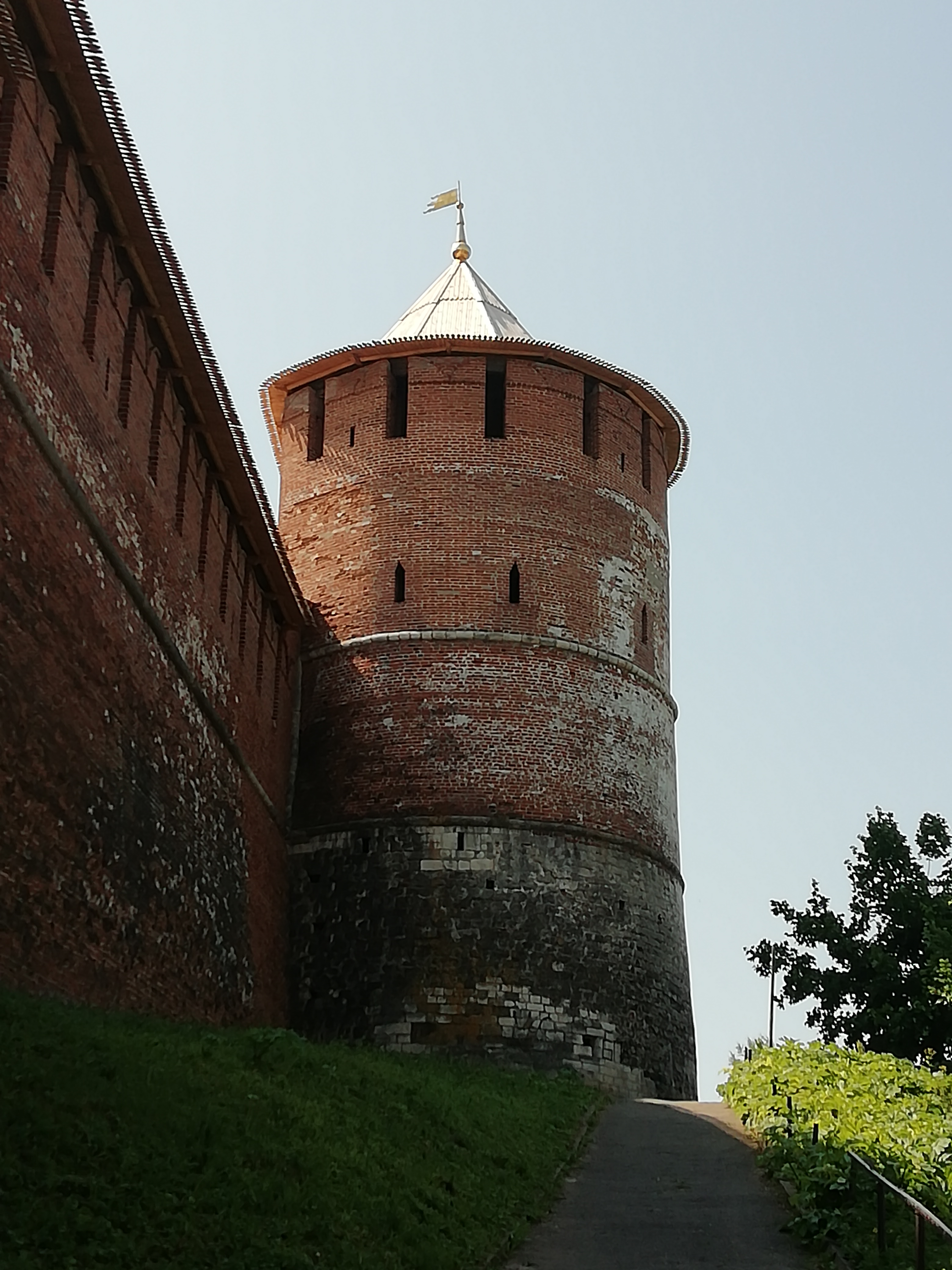
Torre Belaia Torre Branca Белая
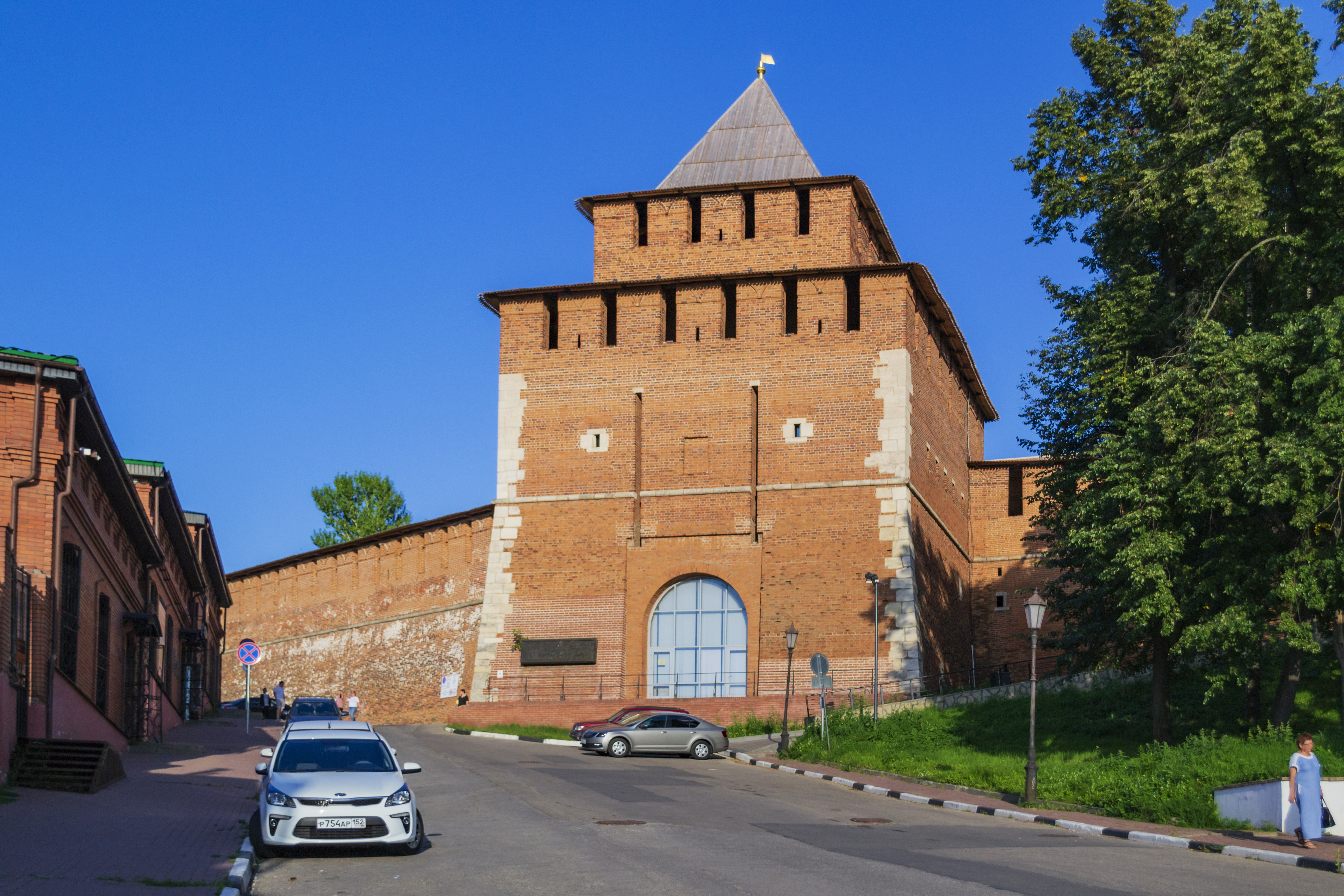
Torre Ivanovskaia Torre de São João Ивановская
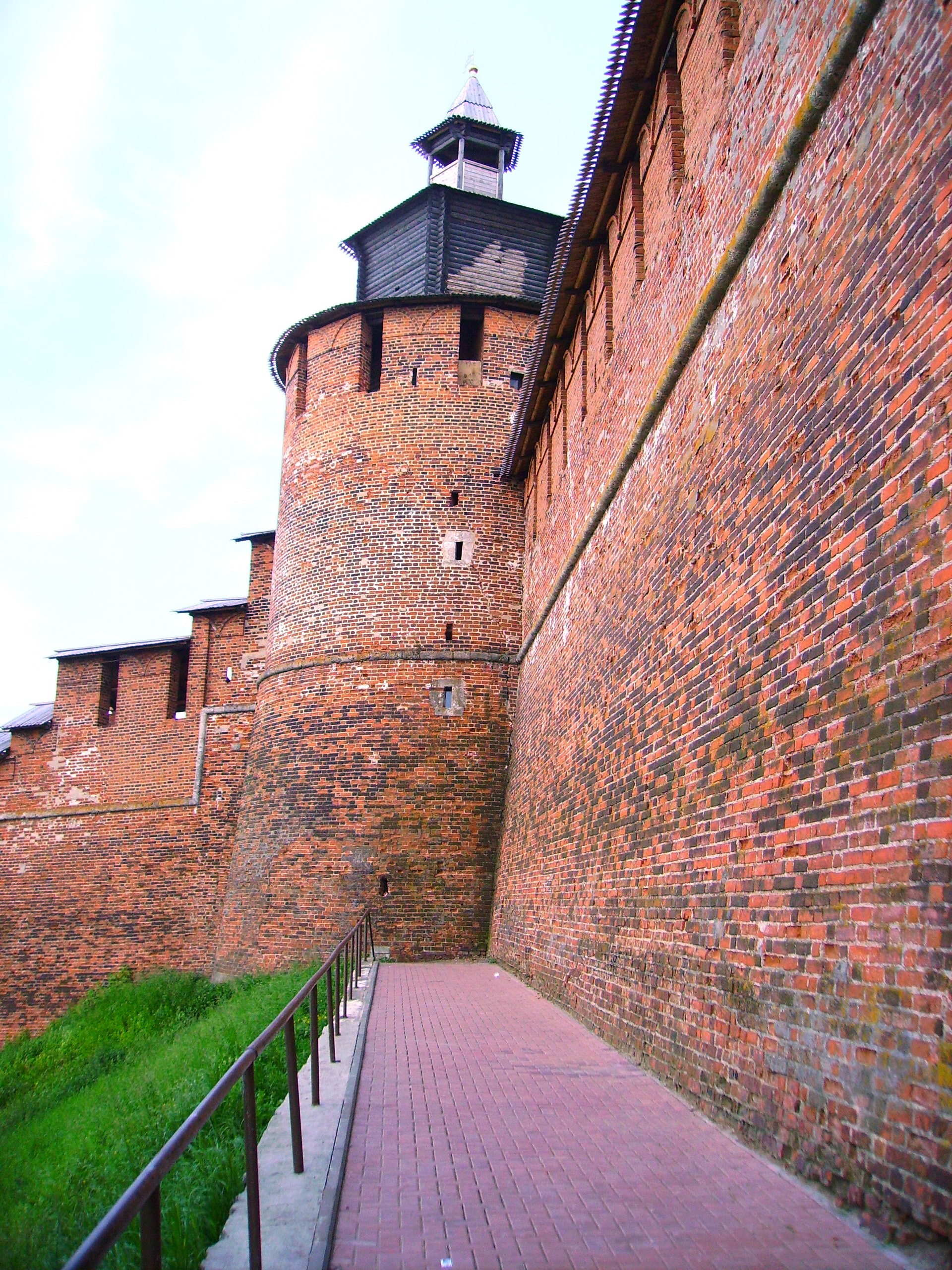
Torre Chasovaia Torre do Relógio Часовая
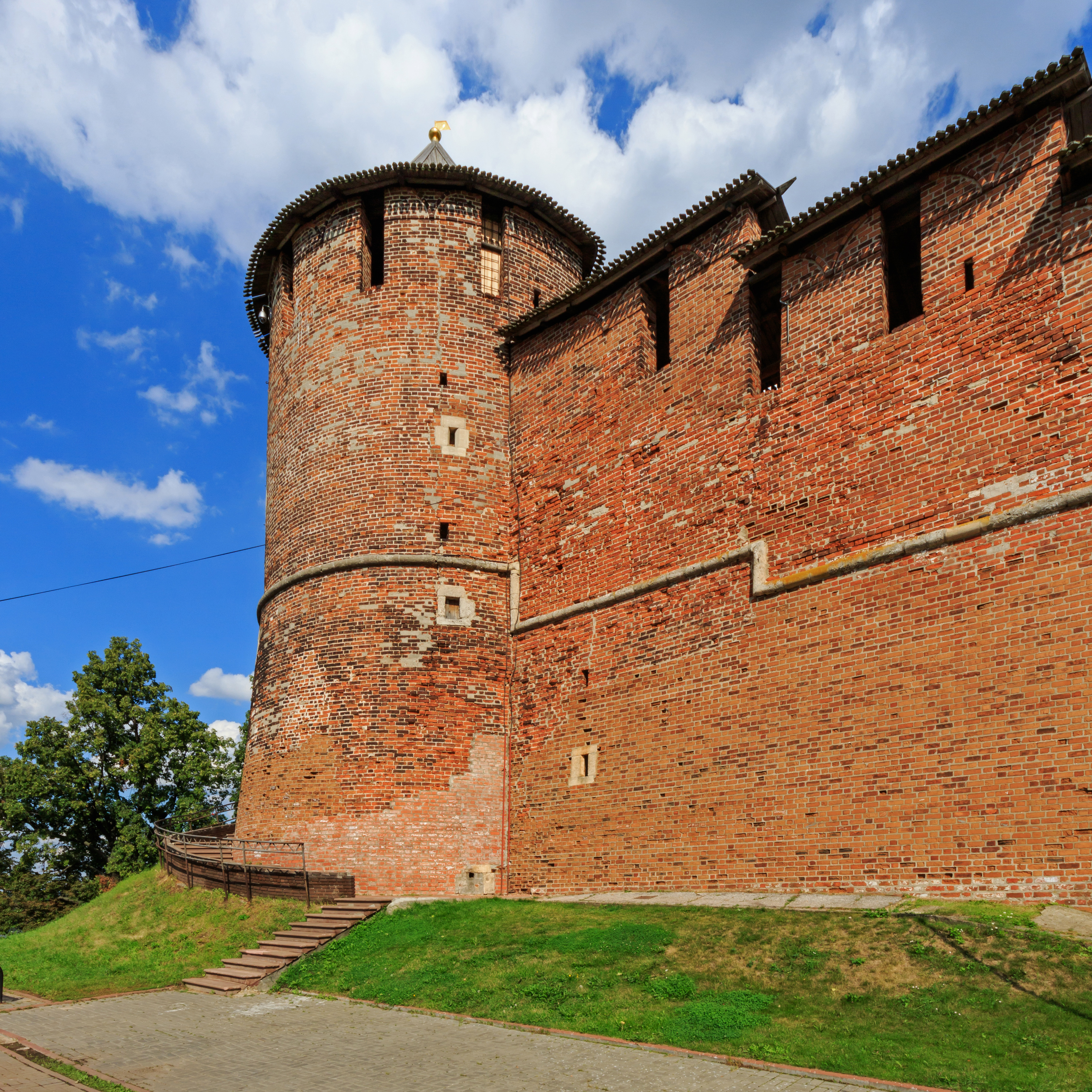
Torre Severnaia Torre Norte Северная
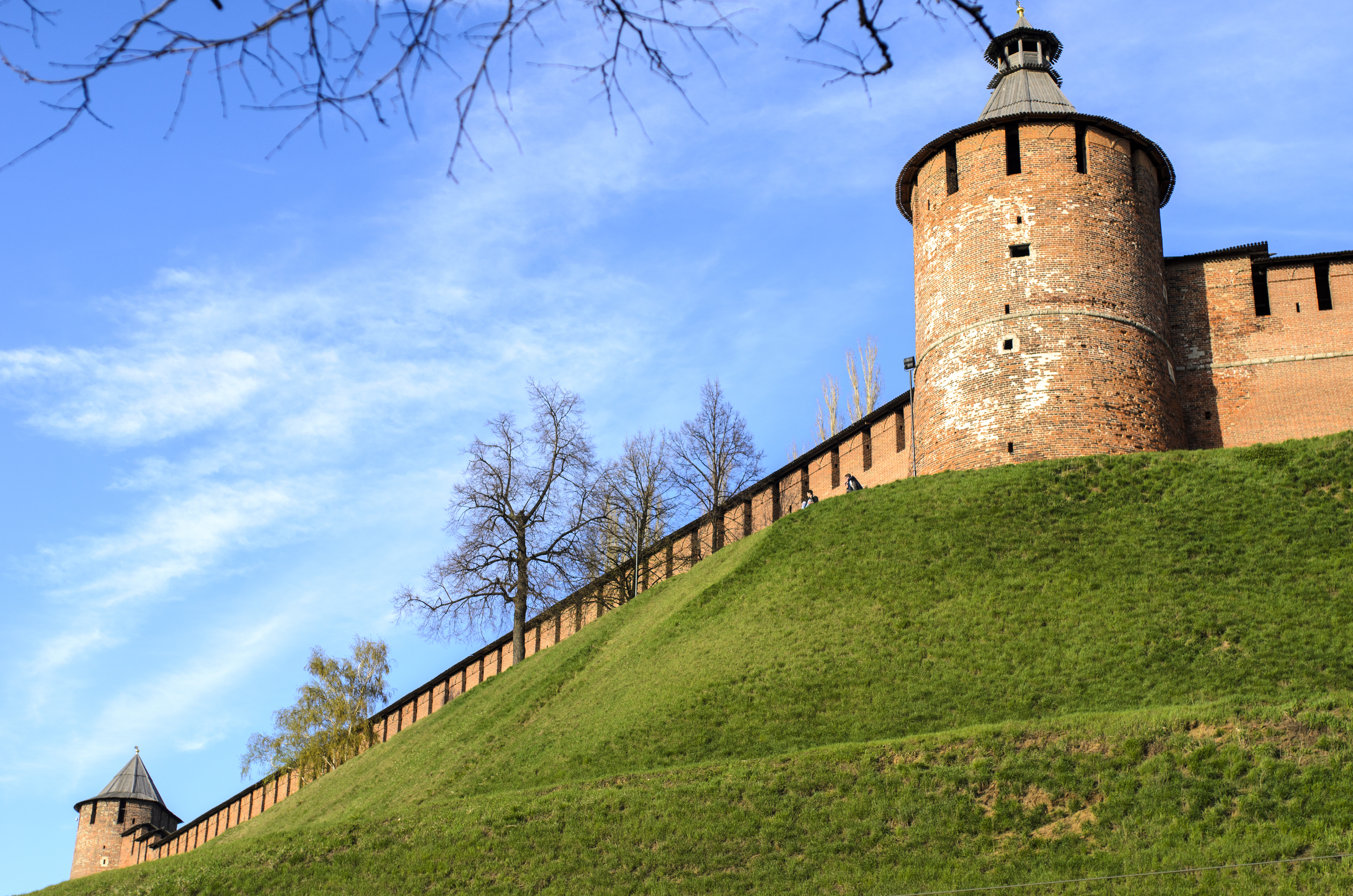
Torre Taynitskaia Torre Secreta Тайницкая
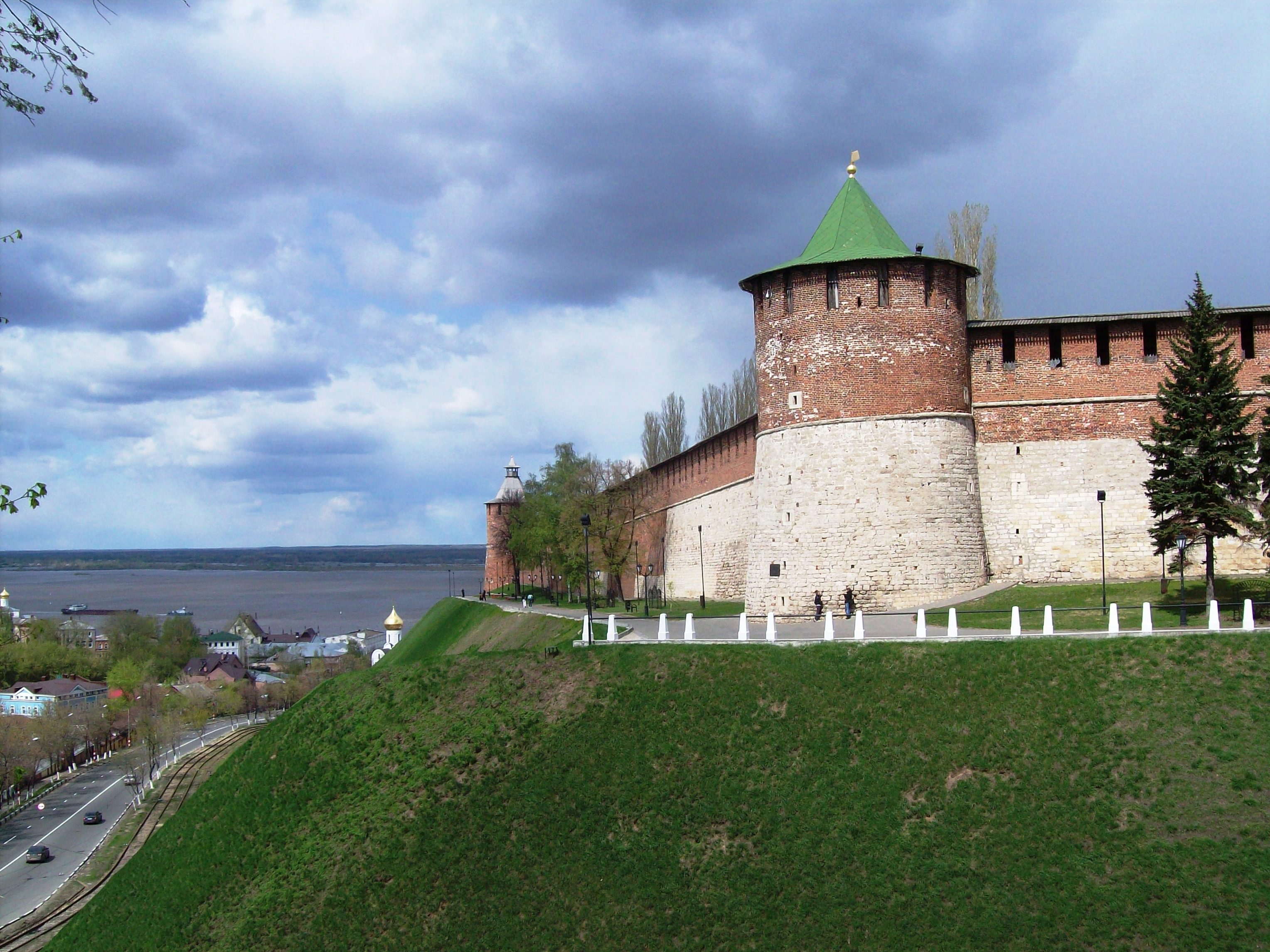
Torre Koromyslova Torre de roqueiro Коромыслова
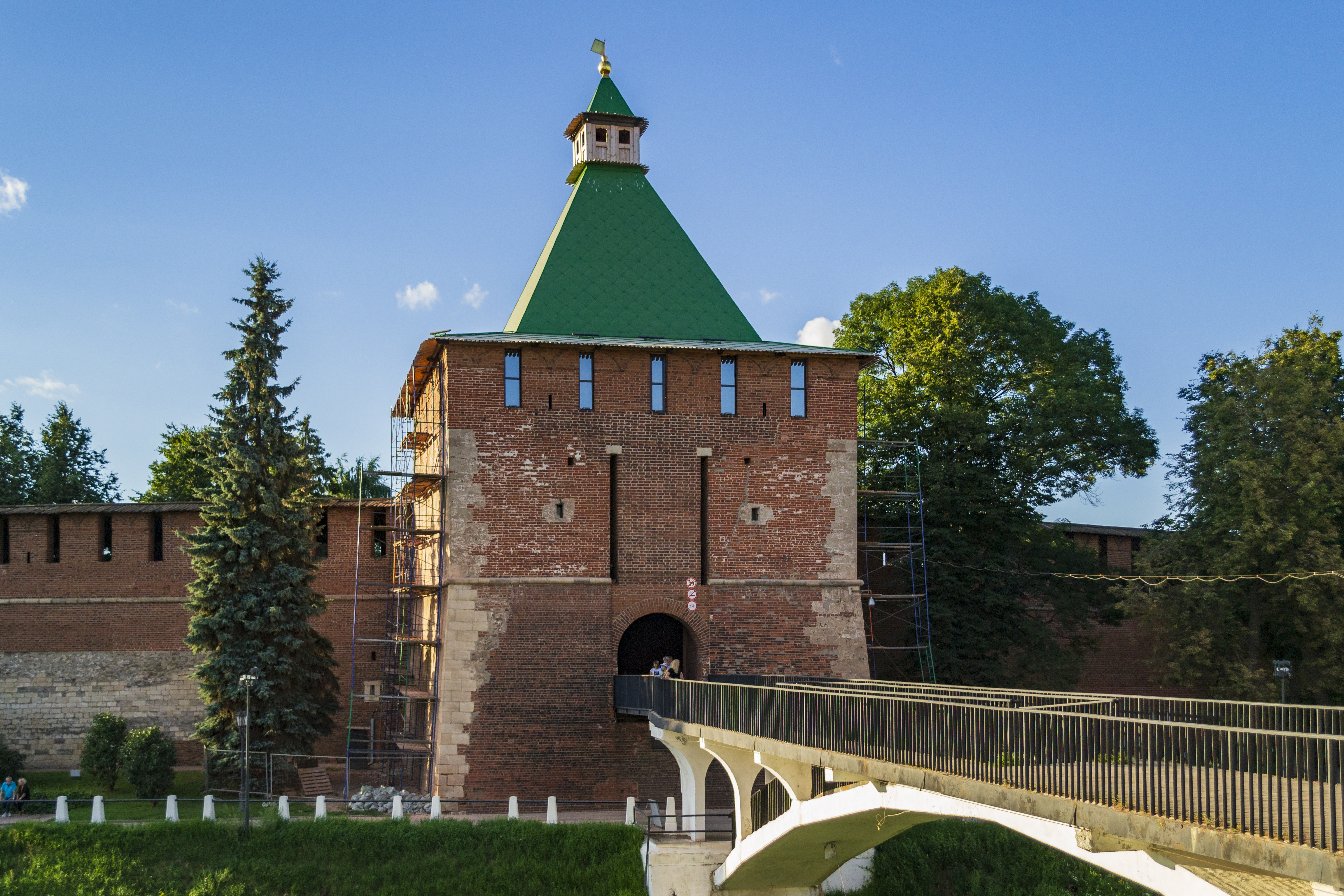
Torre Nikolskaia Torre de São Nicolau Никольская
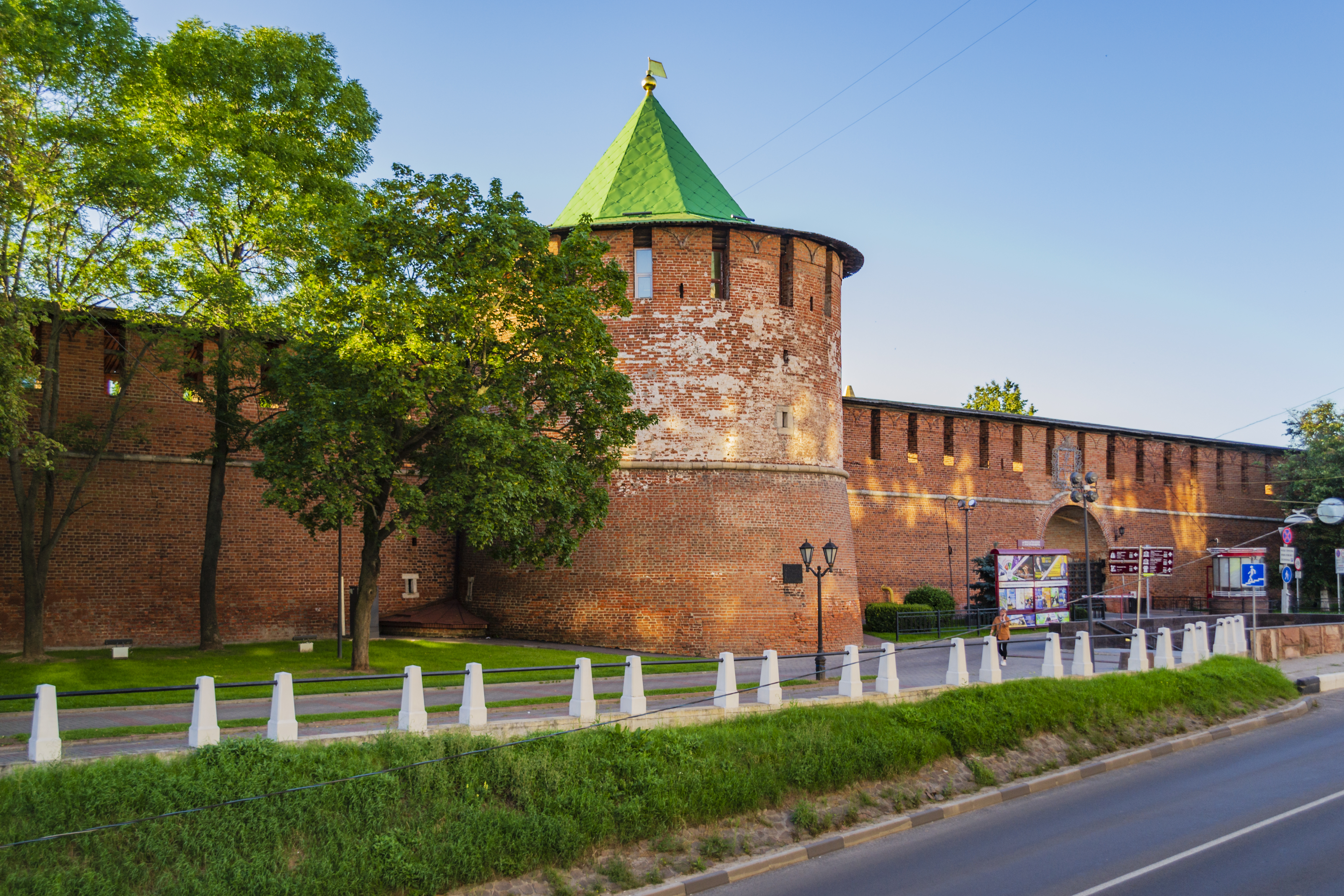
Torre Kladovaia Torre da Copa Кладовая
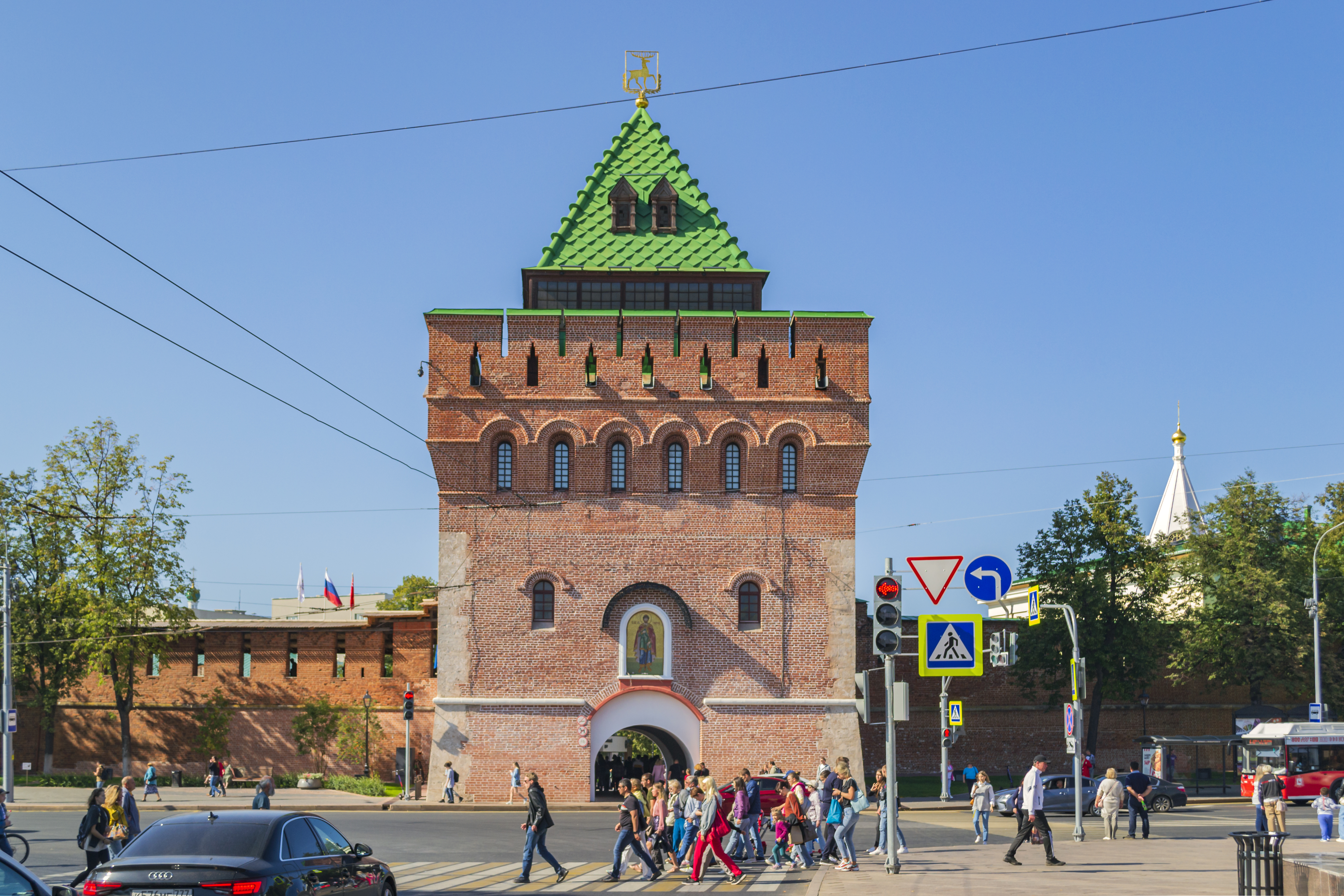
Torre Dmitrievskaia Torre de São Demétrio Дмитровская
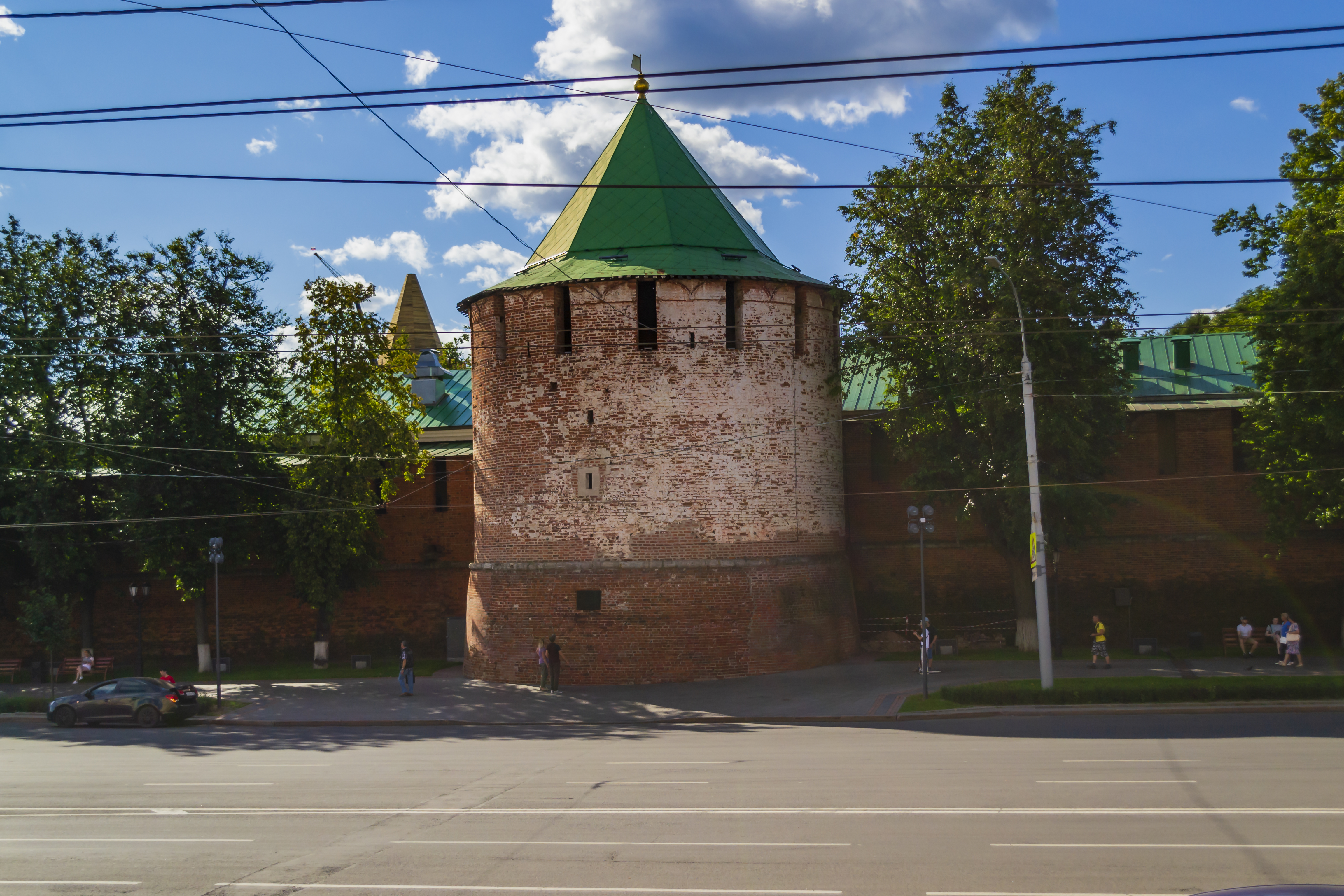
Torre de Porokhovaia Torre da Pólvora Пороховая

## Outros edifícios e construções

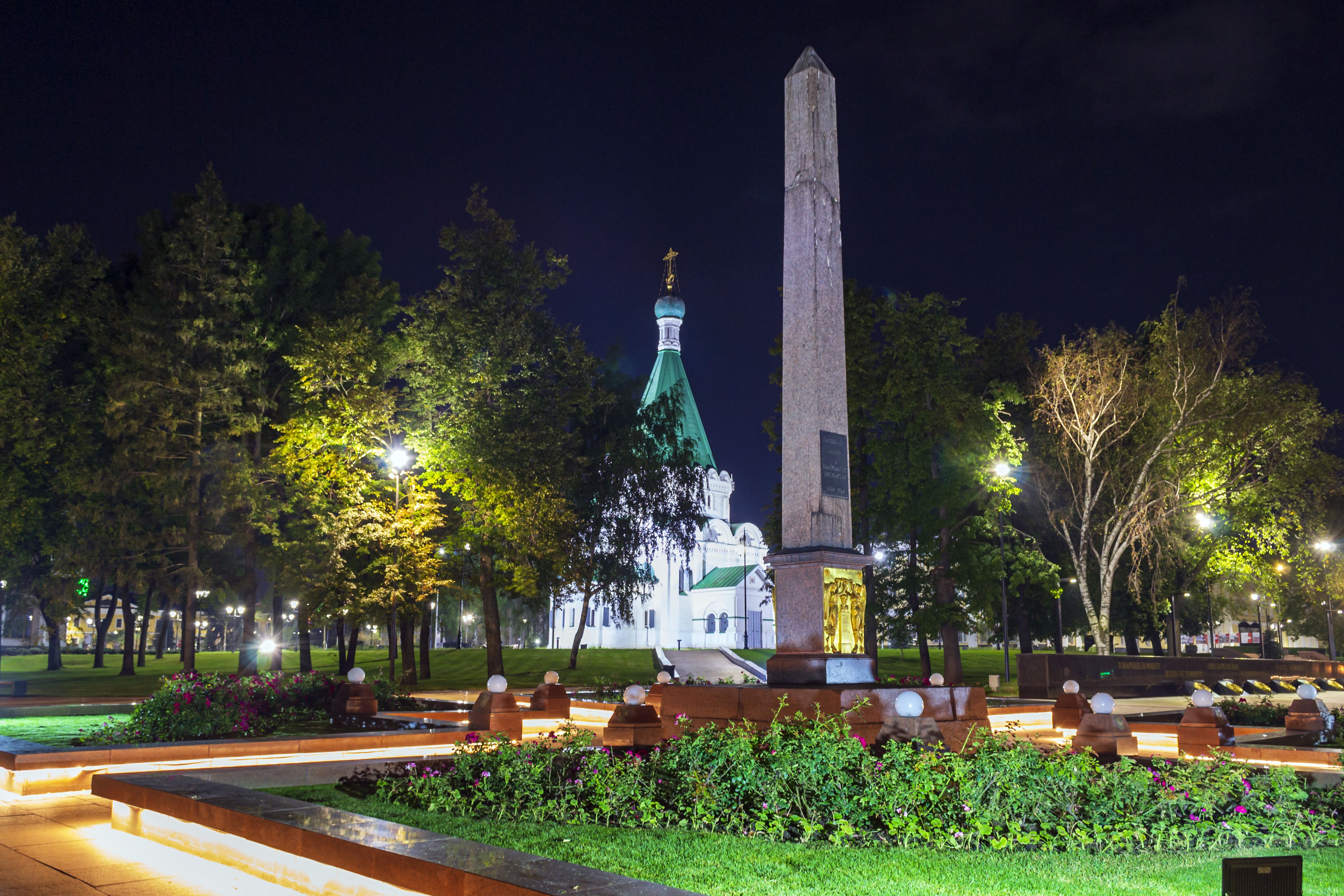
Obelisco de Minin e Pojarski é a Catedral de São Miguel Arcanjo

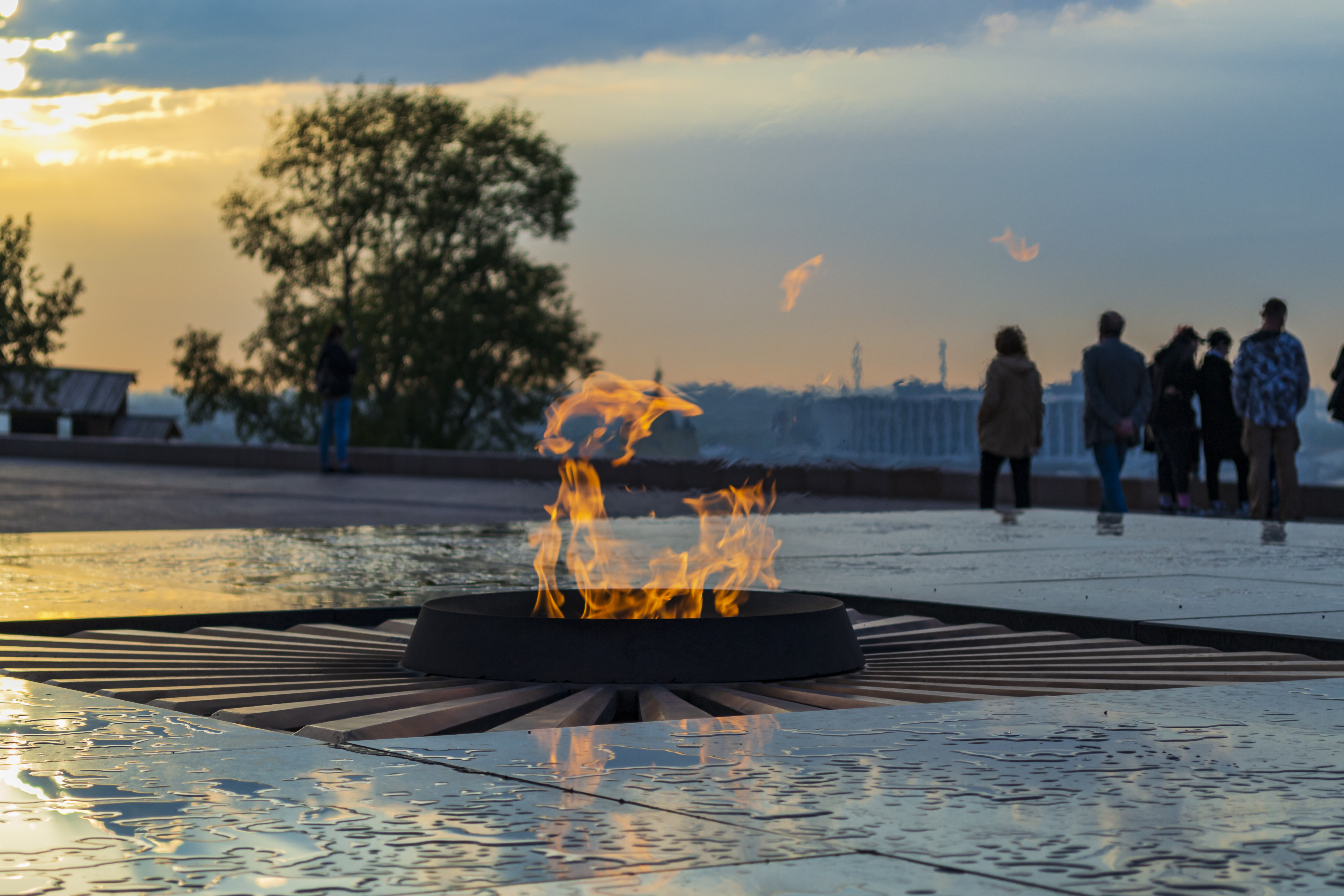
Chama eterna

O Kremlin continha muitas igrejas, mas o único sobrevivente é a Catedral de São Miguel Arcanjo, construída o mais tardar em meados do século 16 e reconstruída em 1628-1631. É a construção mais antiga do Kremlin. A catedral contém o túmulo de Kuzma Minin. Em 1828, um obelisco em homenagem a Kuzma Minin e Dmitri Pojarski foi construído em frente à Catedral de São Miguel Arcanjo (arquiteto Melnikov e Martos).
A casa do governador militar foi construída em 1837-1841; agora é o Museu de Arte. O Arsenal foi construído em 1840-1843 sob a direção de Nicolau I. Em 1931, a Catedral da Transfiguração foi substituída pela Casa dos Soviéticos; aquele prédio agora é o prédio da Câmara Municipal.
Em 1965, um complexo memorial em homenagem aos cidadãos Gorki que morreram na Segunda Guerra Mundial foi criado, perto do obelisco de Minin e Pojarski; isso incluía uma chama eterna.

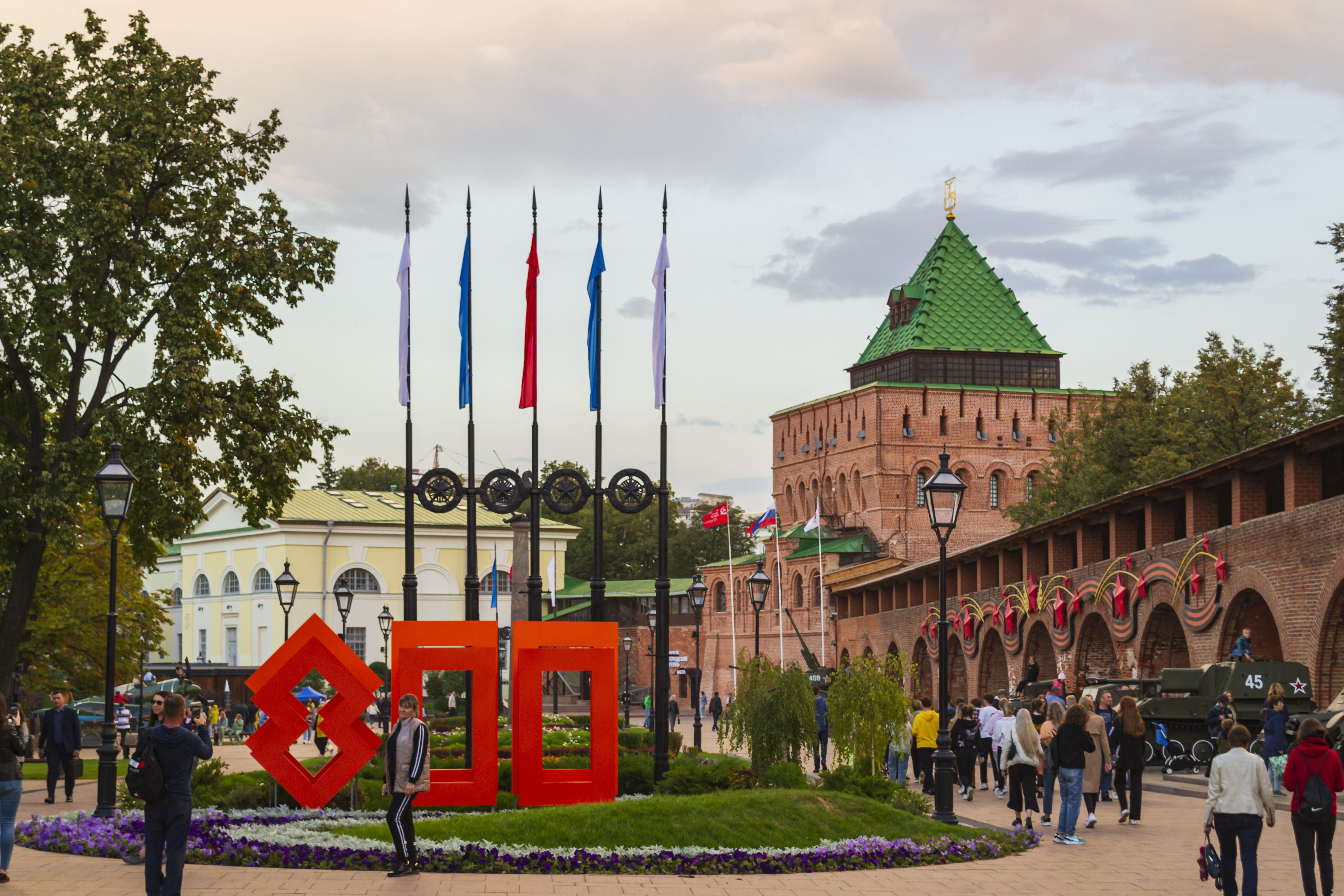
Memorial militar patriótico “Gorky para a frente!”

Desde 1980, o memorial militar patriótico “Gorky para a frente!” Foi localizado no território do Kremlin. Ele apresenta o equipamento militar que Gorky forneceu ao exército soviético para a Frente Oriental da Segunda Guerra Mundial para combater as tropas nazistas. À entrada do memorial existe uma placa memorial revestida de lajes de granito. Em uma das placas, está gravado o texto: “De geração em geração, palavras serão transmitidas sobre aqueles que defenderam a pátria soviética com armas em suas mãos em um tempo de terríveis provações, e sobre aqueles que forjaram armas, que construíram tanques e aviões, que cozinhavam aço para projéteis que, com suas façanhas de trabalho, eram dignos do valor militar dos soldados. Pravda, 8 de junho de 1942.” Em outra laje de granito, as palavras estão gravadas: “2.360 tanques, 1.500 aeronaves, 9.000 canhões autopropelidos, 10.000 morteiros foram entregues à frente. As empresas da cidade produziram veículos de combate Katyusha e outros equipamentos militares.”
Além disso, no território do memorial em 2 de julho de 2020, foi erguido um monumento aos “Cidadãos Gorky - valentes trabalhadores da retaguarda” e a cidade foi agraciada com o título de “Cidade do Trabalho Valor”.